# مدرسة دنفر الدولية
مدرسة دنفر الدولية هي مدرسة دولية خاصة تقع في دنفر، الولايات المتحدة.

## الروابط الخارجية
1. ↑  "About". International School of Denver (بالإنجليزية). Archived from the original on 2016-07-16.

- الموقع الرسمي